# Angelo Scuri
Angelo Scuri, född den 24 december 1959 i Florens, Italien, är en italiensk fäktare som tog OS-guld i herrarnas lagtävling i florett i samband med de olympiska fäktningstävlingarna 1984 i Los Angeles.